# 沃尔夫冈·朗霍夫
沃尔夫冈·朗霍夫（德語：Wolfgang Langhoff，1901年10月6日—1966年8月26日）是一位德国戏剧、电影、电视演员、戏剧导演。

## 早期事业
朗霍夫自1923年起在汉堡的塔利亚剧院工作，之后还去过威斯巴登。1926年，他与演员雷娜塔·埃德温娜·马拉克里达 (Renata Edwina Malacrida) 结婚，婚后育有两子，分别是托马斯（1938-2012）和马提亚斯（生於1942年）。1928-1932年间，兰霍夫在杜塞尔多夫剧场表演，1932-1933年间，他在杜塞尔多夫的大剧院（Grand Theatre）演出。兰霍夫在这段时期与德国的共产党有联系，还在剧团“奔向西北”（ran northwest）担当艺术总监。
朗霍夫于1933年2月被盖世太保逮捕，一开始被监禁在杜塞尔多夫监狱，遭冲锋队人员酷刑折磨。几天后他被转送到“Ulmer Höh”监狱。1933年7月，他被关进下萨克森州埃姆斯兰县的Börgermoor集中营。在这里，他修改了约翰·埃塞尔所写的一首歌的歌词，创造出了后来的抗争歌《沼澤士兵》。旋律是另一位囚徒鲁迪·戈盖尔编写的。1934年，在被转送到萨克森省Prettin的Lichtenburg集中营后，朗霍夫在复活节大赦中获释。朗霍夫一共在监狱和集中营中被关押了13个月。
3个月后，朗霍夫赶在边境关闭前出逃瑞士。他在苏黎世剧院做着导演和演员的工作。1935年，他出版了自传体回忆录《橡胶警棍。在集中营度过的十三个月之记录》（Rubber truncheon. Being an account of thirteen months spent in a concentration camp）。在被利洛·林克译成英文后，此书成了全球首批向世人展现纳粹集中营之残酷的第一手史料之一。朗霍夫还是瑞士的自由德国运动发起人之一。

## 作为演员
贝托尔特·布莱希特的戏剧《勇敢的母亲和她的孩子们》在苏黎世剧院首映時，朗霍夫扮演艾利夫，当时是1941年4月19日。1943年9月9日，朗霍夫还在苏黎世剧院参与了布莱希特的戏剧《伽利略传》的首演。
朗霍夫在康拉德·沃尔夫（Konrad Wolf，1925-1982）的电影《康复》（Genesung，1956年）中扮演恩斯特·梅林，在尼古拉·科拉博夫（1928-2016）的电影《烟草》（Tobacco/Tyutyun，1962年）中扮演冯·盖尔，在约阿希姆·库纳特（1929-2020）的电影《维尔纳·霍尔特历险记》（Die Abenteuer des Werner Holt，1965年）中扮演霍尔特教授；他亦曾在屈特·梅齐希（1911-2012）和金特·赖施（1927-2014）合作拍摄的电影《水手之歌》（Das Lied der Matrosen，1958年）中出演。电视方面，朗霍夫参演过汉斯-约阿希姆·卡斯普日克（1928-1997）导演的迷你剧《狼群中的狼》（Wolf unter Wölfen，1965年）。

## 作为导演
朗霍夫又在德意志劇院执导剧目。他在这座剧院执导的作品有歌德的《浮士德》（1949年及1954年上演，朗霍夫本人在其中饰演梅菲斯托費勒斯）和《艾格蒙特》（1951年），还有弗里德里希·席勒的《唐·卡洛》（1952年）、威廉·莎士比亚的《李爾王》（1957年）以及戈特霍尔德·埃弗拉伊姆·莱辛的《明娜·冯·巴恩赫姆》（1960年）。

## 安葬地
朗霍夫夫妇葬于“中央公墓”（Zentralfriedhof），歌手沃尔夫·比尔曼在歌曲《胡格诺公墓》（Friedhof der Hugenotten）中提到了中央公墓。比尔曼在歌词中還提及了朗霍夫以及编排《沼泽士兵》乐曲的汉斯·艾斯勒，后者也长眠于同一墓地。